# Mögöl (Blackstads socken, Småland)
Mögöl är en sjö i Västerviks kommun i Småland och ingår i Botorpsströmmens huvudavrinningsområde.